# Rodney Rowland
Rodney Rowland (Tucson, 20 febbraio 1964) è un attore statunitense.

## Filmografia parziale

### Cinema
- Just Looking, regia di Tyler Bensinger (1995)
- Dancing at the Blue Iguana, regia di Michael Radford (2000)
- Il sesto giorno (The 6th Day), regia di Roger Spottiswoode (2000)
- Hard Cash, regia di Predrag Antonijevic (2002)
- Shade - Carta vincente (Shade), regia di Damian Nieman (2003)
- Il nome del mio assassino (I Know Who Killed Me), regia di Chris Sivertson (2007)
- Savaged, regia di Michael S. Ojeda (2013)

### Televisione
- X-Files (The X-Files) - serie TV, episodio 4x13 (1997)
- Seven Days - serie TV, episodio 3x15 (2001)
- Angel - serie TV, episodio 5x01 (2003)
- The O.C. - serie TV, episodio 3x16 (2006)
- Bones - serie TV, episodio 1x18 (2006)
- Veronica Mars - serie TV, 8 episodi (2005-2019)
- Weeds - serie TV, episodio 3x12-3x13 (2007)
- Saving Grace - serie TV, episodio 2x05 (2008)
- The Beast - serie TV, episodio 1x04 (2009)
- Burn Notice - Duro a morire (Burn Notice) - serie TV, episodio 2x13 (2009)
- The Closer - serie TV, episodio 5x04 (2009)
- NCIS: Los Angeles - serie TV, episodio 1x02 (2009)
- FlashForward - serie TV, episodi 1x06-1x12 (2009-2010)
- CSI: Miami - serie TV, episodio 9x15 (2011)
- The Glades - serie TV, episodio 2x10 (2011)
- CSI - Scena del crimine (CSI: Crime Scene Investigation) - serie TV, episodi 2x12-12x12 (2001-2012)
- Criminal Minds - serie TV, episodio 7x14 (2013)
- The Mentalist - serie TV, episodio 4x19 (2013)
- American Horror Story - serie TV, episodio 2x13 (2013)
- Red Widow - serie TV, episodi 1x02-1x03 (2013)
- Castle - serie TV, episodio 6x05 (2013)
- Legacies - serie TV, episodi 1x15-1x16 (2019)
- The Walking Dead - serie TV, episodio 10x22 (2021)

## Doppiatori italiani
Nelle versioni in italiano delle opere in cui ha recitato, Rodney Rowland è stato doppiato da:
- Massimo Rossi in X-Files, Grey's Anatomy
- Christian Iansante in Dancing at the Blue Iguana
- Massimo Bitossi in The O.C.
- Luca Ward in Cold Case - Delitti irrisolti
- Wladimiro Grana in Burn Notice - Duro a morire
- Fabio Boccanera in The Closer
- Riccardo Scarafoni in NCIS: Los Angeles
- Roberto Gammino in The Glades
- Fabrizio Vidale in CSI: Miami
- Francesco De Francesco in NCIS - Unità anticrimine
- Massimiliano Virgilii in Criminal Minds
- Gianluca Machelli in The Mentalist
- Pasquale Anselmo in Castle
- Christian Iansante in NCIS: New Orleans
- Dario Oppido in Hawaii Five-0
- Davide Marzi in MacGyver